# أندي ويتفيلد
أندي ويتفيلد (بالإنجليزية: Andy Whitfield) من مواليد (17 أكتوبر 1971 في آملوش، ويلز؛ † 11 سبتمبر 2011 في سيدني، نيوساوث ويلز) ممثل وعارض الأزياء الأسترالي، اشتهر بأدائه لشخصية سبارتاكوس في الدراما التلفزيونية الأمريكية في المسلسل التلفزيوني سبارتاكوس: الدم والرمل خلال عام (2010), والمعروض قناة ستارز في الولايات المتحدة.

## المهنة
ولد أندي ويتفيلد في آملوش، أنجلسي، ويلز، ألتحق بجامعة شيفيلد، انجلترا حيث درس الهندسة، وعمل في نيوساوث ويلز، أستراليا مهندسا ومفتش البناء لحساب وكالة استشارية قبل أن يستقر في سيدني في عام 1999. قبل أن يتجه إلى عرض الأزياء والتمثيل.
وظهر في العديد من المسلسلات التلفزيونية الأسترالية، مثل المسلسل التلفزيوني القديسين، ثم حصول على دور البطولة في الفيلم غابرييل - غضب الملائكة، واصل مسيرته مع عدة مشاريع تلفزيونية مثل مسلسل وقطاع، امتلأ عن آخره بالناس وبنات ماكلويد.
جذب اداؤه لدور سبارتكوس اهتمام وسائل الاعلام في الولايات المتحدة، وقد عرض المسلسل لأول مرة في المملكة المتحدة في قناة برافو قبل ان تقوم قناة سكاي وان بعرضه. وقد قام الممثل ليام ماكينتاير بأداء دوره في المسلسل التلفزيوني بعد اصابته بمرض السرطان.
والتي كانت تلعب دور المحارب تتبع استولت عليها جحافل الروم وتحول لاحقا إلى المصارع: سبارتاكوس، العبد الأسطوري الذي تحدي الإمبراطورية الرومانية. انها نجم الموسم الأول من سبارتاكوس - الدم والرمل، ولكن في نهاية هذا أجبر على التخلي عن التصوير بسبب سرطان الغدد الليمفاوية غير هودجكين. بينما اندي في الرعاية يتم إطلاق النار سبارتاكوس برقول - آلهة ارينا، على أمل أن يتجاوز الفاعل المرض نظرا للموسم الثاني (سبارتاكوس - الثأر).
في عام 1999، تزوج اندي يتفيلد باترشا سميث ويتفيلد في وقت لاحق لفاشتي يتفيلد. أندي هو أب لطفلين رائع: جيسي الأحمر يتفيلد، من مواليد 2005، ونيلي السماء يتفيلد من مواليد 2007.
أثناء العلاج الخاص بك، قرر اندي مع زوجته فاشتي، تصوير فيلم وثائقي شخصي جدا على أساس يوما بعد يوم في معركته ضد السرطان له. إخراج فوستر ليلبت، على وشك أن نعيش الحاضر بشكل مكثف. اندي يتفيلد وفاشتي كن هنا الآن ووشم على ذراعه، وبالتالي كل عنوان. لغرض وحيد من أشكال تقاسم هذه اللحظات مع الآخرين الذين مثله،

## الموت
في مارس 2010، خلال فحص روتيني، تم تشخيص وجود سرطان الغدد الليمفاوية غير هودجكين، وخضع الممثل للعلاج اللازم على الفور، وتمت مقاطعة تصوير مسلسل سبارتكوس الذي قاده إلى الشهرة.
في يونيو 2010 الولايات لعلاجه من السرطان، ولكن في سبتمبر من العام نفسه انتكس، وقرر التخلي عن وأخيرا دور سبارتاكوس في المسلسل التلفزيوني سبارتاكوس. بعد 18 شهرا من المرض، ويموت اندي في سيدني في 11 سبتمبر 2011 . الممثل يترك فاشتي زوجته وطفليه.

## روابط خارجية
- أندي ويتفيلد على موقع IMDb (الإنجليزية)
- أندي ويتفيلد على موقع روتن توميتوز (الإنجليزية)
- أندي ويتفيلد على موقع ألو سيني (الفرنسية)
- أندي ويتفيلد على موقع أول موفي (الإنجليزية)
- أندي ويتفيلد على موقع إن إن دي بي (الإنجليزية)
- أندي ويتفيلد على موقع قاعدة بيانات الفيلم (الإنجليزية)
- أندي ويتفيلد على موقع كينوبويسك (الروسية)